# Калинкин, Николай Матвеевич
Николай Матвеевич Калинкин (9 мая 1904 — 10 апреля 1967) — передовик советского сельского хозяйства, председатель колхоза имени Будённого Ухтомского района Московской области, Герой Социалистического Труда (1949).

## Биография
Родился 9 мая 1904 года на территории Московской губернии в русской семье крестьянина.
В 1940-х годов был избран на должность председателя колхоза имени Будённого в Ухтомском районе Московской области, ныне Люберецкий район. В тяжёлые военные годы под руководством Калинкина колхоз продолжал работать и поставлять продукции сельского хозяйства государству. Сам Николай Матвеевич в 1942 году за строительство оборонительных сооружений под Москвой был отмечен медалью «За трудовое отличие». 
По итогам работы в 1948 году колхоз под председательствованием Николая Матвеевича сумел показать высокие производственные результаты. Особенно хорошие показатели были в свиноводстве по сдаче мяса свинины государству. 10,9 тонны свинины на 111,7 гектаров закреплённый за колхозом облагаемой пашни хозяйство получило в итоговом 1948 году.  
За получение высокой продуктивности животноводства в 1948 году при выполнении колхозом обязательств поставок сельскохозяйственных продуктов и плана развития животноводства по всем видам скота Указом Президиума Верховного Совета СССР от 7 апреля 1949 года Николаю Матвеевичу Калинкину было присвоено звание Героя Социалистического Труда с вручением ордена Ленина и золотой медали «Серп и Молот».
В дальнейшем продолжал трудовую деятельность. По итогам работы в 1949 году награждён вторым орденом Ленина. Третий орден Ленина получил за высокие показатели в 1956 году.    
Проживал в посёлке Малаховка Люберецкого района Московской области. Умер 10 апреля 1967 года. Похоронен на Малаховском кладбище, участок №6.

## Награды
За трудовые и боевые успехи удостоен:
- золотая звезда «Серп и Молот» (07.04.1949),
- три ордена Ленина (07.04.1949, 18.09.1950, 30.01.1957),
- Медаль «За трудовое отличие» (04.03.1942),
- другие медали.